# الن میوث
اِلـِن میوث (انگلیسی: Ellen Muth؛ زادهٔ ۶ مارس ۱۹۸۱) یک هنرپیشه اهل ایالات متحده آمریکا است. وی از سال ۱۹۹۵ میلادی تاکنون مشغول فعالیت بوده‌است.

## گزیدهٔ آثار

### تلویزیون
- هانیبال (۲۰۱۳)
- قانون و نظم: واحد قربانیان ویژه (۲۰۰۰)
- قانون و نظم (۱۹۹۷)